# 查特斯塔區政府
查特斯塔區（英語：Charters Towers Region）是澳大利亞昆士蘭州內的地方政府；2008年設立於州內北部，由2個自1870年代已成立的地方政府合併而成，轄境有68,366平方公里；所統籌的政府預算有澳幣2750萬。

## 區議會
區議員選舉上，尚未劃分選區，因此區內的6位議員和區長須對轄境各地全面負責。